# Швебиш-Гмюнд
Шве́биш-Гмю́нд (нем. Schwäbisch Gmünd [ˈʃvɛːbɪʃ ˈɡmʏnt], алем. нем. Gmend, Gmẽẽd) или просто Гмюнд — старинный город на реке Ремс в немецкой земле Баден-Вюртемберг, у северного подножия горного массива Швабский Альб.
Подчинён административному округу Штутгарт, расстояние до города Штутгарт — 50 км. Входит в состав района Восточный Альб, с 1973 года является главным городом района (Große Kreisstadt). Население составляет 59 654 человека (на 31 декабря 2010 года). Занимает площадь 113,78 км².
Среди известных уроженцев города — архитектор Петер Парлер, художники Ханс Бальдунг и Эмануэль Лойце. В городском пейзаже много столетий доминирует церковь Креста (Хейлигкройцкирхе) — один из первых примеров зального храма. Неф церкви был выстроен в 1325-30 гг. гмюндским мастером Генрихом Парлером.

## История
Швабский город Гмюнд возник в середине XII века (предположительно основан королём Конрадом III) на месте небольшого римского лагеря в составе северных пограничных укреплений. В документах XVII века остатки римских укреплений фигурируют как «замок Эцель». Впоследствии горожане полностью разобрали древнеримские стены.
Первое упоминание Гмюнда относится к 1162 году. С 1268 по 1803 годы Гмюнд имел статус вольного имперского города. После люневильского мира город был присоединён к королевству Вюртемберг.
В городе дислоцировалось формирование американской армии 56-е командование полевой артиллерии, с ядерным оружием (ядерной ракеты средней дальности «Першинг-1»), направленным на Советский Союз.

## Экономика
С XVII века, в период расцвета, город был центром мастеров ювелирного дела, здесь была изобретена техника серебряного покрытия фарфора и стекла. В настоящее время в городе работает Forschungsinstitut für Edelmetalle und Metallchemie (нем.) — институт драгоценных металлов и металлопокрытий. Другие отрасли промышленности в городе — машиностроение, изготовление стекла, фармацевтика и производство туалетных принадлежностей.

## Города-побратимы
- Фаэнца, Италия (2001)[5]
- Секешфехервар, Венгрия (1991)[6]
- Бетлехем, Пенсильвания, США (1991)
- Жюан-ле-Пен, Антиб, Франция (1976)
- Барнсли, Великобритания (1971)